# Les Beatles (album français)
Pour les articles homonymes, voir The Beatles (homonymie).
Éditions françaises inédites
Ain't She Sweet
(1964) Les Beatles dans leurs 14 plus grands succès
(1965)
Les Beatles est un album publié en France en 1964 dans un format 33 tours en vinyle de 25 cm de diamètre. Commercialisé afin de profiter de la popularité de ce groupe britannique, il compile exclusivement les huit enregistrements effectués en Allemagne de l'Ouest en 1961 et 1962. À cette époque, les Beatles étaient un des groupes accompagnateurs de leur compatriote, le guitariste et chanteur Tony Sheridan.

## Historique
Pendant ses passages formateurs sur les scènes du quartier Sankt Pauli de Hambourg, le groupe rock The Beatles, encore inconnu du grand public, a été choisi afin d'accompagner en studio le guitariste et chanteur Tony Sheridan. À cette époque, le groupe de Liverpool est formé de John Lennon, Paul McCartney, George Harrison, Pete Best et Stuart Sutcliffe, bien que ce dernier ne participe pas à ces enregistrements, remplacé à la basse par McCartney. 
Deux séances d'enregistrement, produites par Bert Kaempfert pour Polydor, ont été effectués; le 22 juin 1961 et le 24 mai 1962. Des neuf chansons enregistrées, seules Sweet Georgia Brown, My Bonnie et The Saints sont sorties à cette époque; la première dans un E.P. allemand et les deux autres sur un single publié en Allemagne de l'Ouest, en Angleterre, en Amérique du Nord, et même en Nouvelle Zélande. À part le 45 tours anglais, crédité à Tony Sheridan and The Beatles, les autres l'ont été au nom de Tony Sheridan and The Beat Brothers. En France, par contre, où les 45 tours à deux chansons sont plutôt insolites, ce single est publié en janvier 1962 sous forme d'un super 45 tours intitulé Mister Twist, simplement crédité à Sheridan, et augmenté de Why et de l'instrumental Cry for a Shadow, cette dernière chanson composée et interprétée uniquement par les Beatles. 
Lors de la crête de la Beatlemania, toutes ces chansons, sauf Swanee River dont la bande a rapidement été perdue, ont été sorties en 45 tours et compilées sur l'album allemand The Beatles' First !. Sorti en avril 1964, on rajoute à ce 33 tours quatre autres chansons enregistrées par Tony Sheridan avec d'autres musiciens. 
De son côté, Polydor France fait le choix de commercialiser, sans rajout, ces huit enregistrements sous forme d'un 33 tours en vinyle 25 cm, simplement intitulé Les Beatles. Sorti le 22 mai 1964, au plus fort de la « beatlemania », Sheridan n'y est crédité que dans la liste des chansons en tant que vocaliste. N'ayant pas les droits d'utiliser l'image du groupe, la pochette est illustrée d'une photo, prise par A. Nisok, sur laquelle on voit des perruques et des vestons à la Beatles, accrochés à un portemanteau. À l'endos se trouve de la promotion pour d'autres artistes pop de Polydorː Jacques Denjean, Les Players, The Spotnicks,, Les Bab's et Jocelyne. My Bonnie est entendue ici avec son introduction chantée en allemand et Sweet Georgia Brown avec ses nouvelles paroles réenregistrées en 1964. L'erreur dans le nom de George Harrison était déjà présent sur le maxi Mister Twist et, malgré la notoriété que le groupe a connue depuis, cette édition ne la corrige pas. Les quatre chansons de ce E.P. sont placées sur la face 2 avec les quatre autres au recto, lesquelles ont déjà été publiées, en février, sur le E.P. Ain't She Sweet en France et en Espagne. Cet album au format insolite est aujourd'hui une pièce de collection prisée.
L'album The Beatles' First sera éventuellement sorti en France en 1969 sur étiquette Triumph Records mais distribué par Polydor.

## La liste des chansons
Les détails tels qu'inscrits sur la pochette d'origine de cette édition.

| 1. | Ain't She Sweet     | Ager                        | John Lennon   | 2:10 |
| 2. | If You Love Me Baby | Aucune mention d'auteur     | Tony Sheridan | 2:50 |
| 3. | Sweet Georgia Brown | Bernie, Pinkard (en), Casey | Tony Sheridan | 2:04 |
| 4. | Nobody's Child      | Trad. arr. T. Sheridan,     | Tony Sheridan | 3:51 |

| 1. | When the Saints  | Trad. arr. T. Sheridan   | Tony Sheridan | 3:18 |
| 2. | Cry for a Shadow | Harrisson [sic] - Lennon | Instrumental  | 2:26 |
| 3. | My Bonnie        | Trad. arr. T. Sheridan   | Tony Sheridan | 2:58 |
| 4. | Why              | Sheridan                 | Tony Sheridan | 2:50 |

## Personnel
- Tony Sheridan – chant, guitare solo
- John Lennon – guitare rythmique, chœurs, chant sur Ain't She Sweet
- George Harrison – guitare solo, chœurs
- Paul McCartney – basse, chœurs
- Pete Best – batterie
- Roy Young – piano sur Sweet Georgia Brown